# Orthezia yashushii
Orthezia yashushii är en insektsart som beskrevs av Kuwana 1923. Orthezia yashushii ingår i släktet Orthezia och familjen vaxsköldlöss. Inga underarter finns listade i Catalogue of Life.